# Sean Combs
Sean John Combs (Nova York, 4 de novembre de 1969), també conegut com a Puff Daddy, Diddy i P. Diddy, és un raper, productor musical, actor i empresari estatunidenc.
Nascut a la ciutat de Nova York, va treballar com a director de talent a Uptown Records abans de fundar el seu propi segell discogràfic, Bad Boy Records el 1993. Combs ha produït i conreat artistes com The Notorious B.I.G., Mary J. Blige i Usher.
L'àlbum debut de Combs, No Way Out (1997), ha estat certificat set vegades platí. L'àlbum va ser seguit per Forever (1999), The Saga Continues..., (2001) i Press Play (2006), totes elles van tenir èxit comercial. El 2009, Combs va crear i produir el grup musical Dirty Money; van llançar el seu àlbum debut d'èxit Last Train to Paris el 2010.
Combs ha guanyat tres premis Grammy i dos MTV Video Music Awards i és el productor de Making the Band de MTV. El 2019, Forbes va estimar el seu patrimoni net en 740 milions de dòlars. El 1998, va llançar la seva pròpia línia de roba Sean John. Va ser nominat al premi del Consell de Dissenyadors de Moda d'Amèrica (CFDA) com a Dissenyador de roba masculina de l'any 2000 i va guanyar el 2004.

## Joventut
Sean John Combs va néixer al barri de Harlem de la ciutat de Nova York. Va créixer a Mount Vernon (Nova York), la seva mare Janice Combs (nascuda Smalls) va ser model i ajudant de professor, i el seu pare, Melvin Earl Combs, va servir a la Força Aèria dels Estats Units i va ser soci del traficant de drogues condemnat a Nova York Frank Lucas. Als 33 anys, Melvin va morir a trets mentre estava assegut al seu cotxe a Central Park West, quan Sean tenia dos anys.
Combs es va graduar a l'Acadèmia Mount Saint Michael el 1987. Va jugar a futbol a l'acadèmia, i el seu equip va guanyar un títol de divisió el 1986. Combs va dir que se li van posar el sobrenom de "Puff" quan era nen, perquè "bufava i bufava" quan estava enfadat.
Combs va estudiar negocis a la Universitat de Howard, però va marxar després del seu segon any. El 2014, va tornar a la Universitat de Howard per rebre un Doctorat Honoris Causa en Humanitats i per pronunciar el 146è discurs d'inici de la Universitat.

## Carrera
1990–1996inicis de carrera

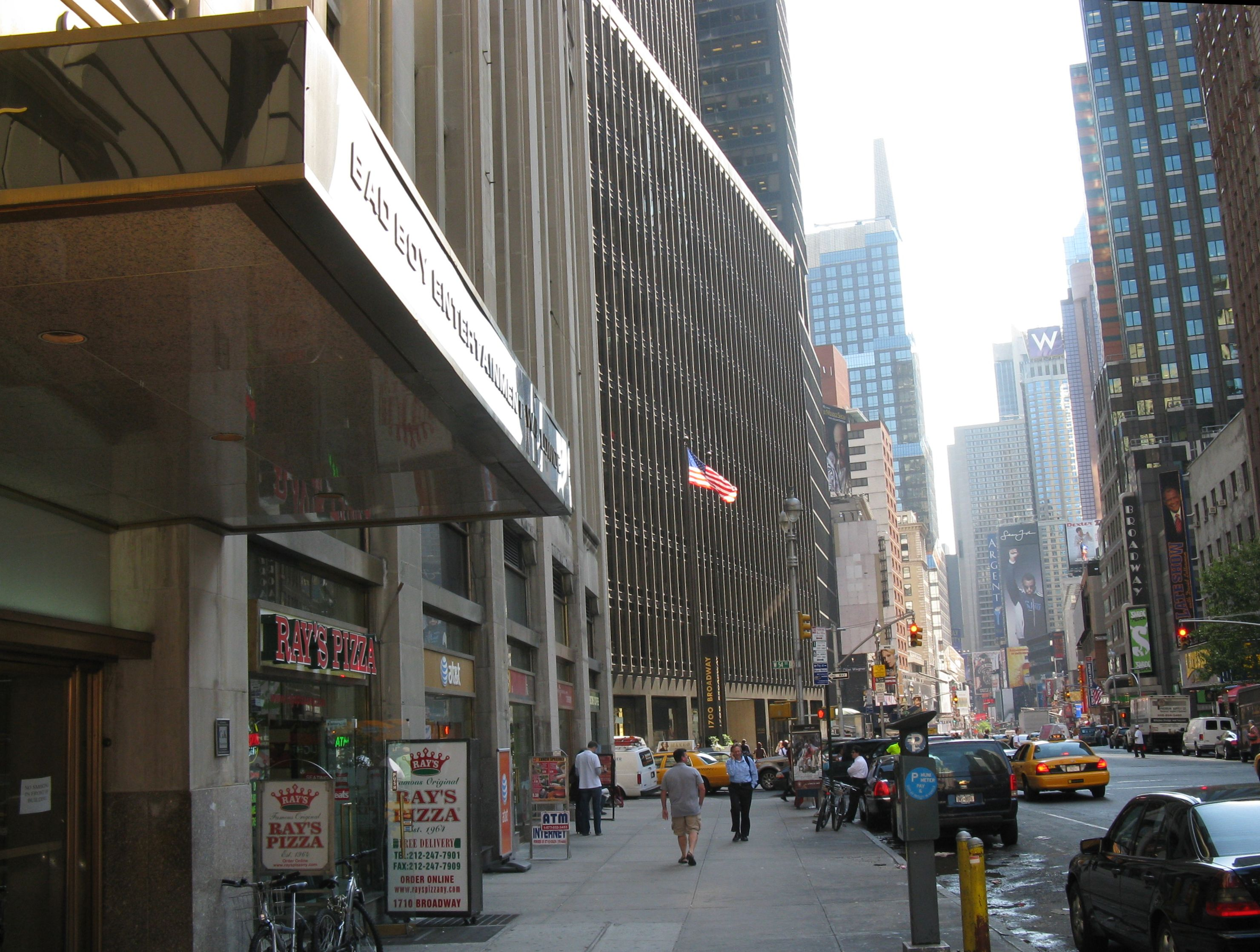
Seu de Bad Boy a Broadway, prop de Times Square. Una cartellera de Combs és a la llunyania.

Combs es va convertir en becari a Uptown Records de Nova York el 1990. Mentre treballava com a director de talent a Uptown, va ajudar a desenvolupar Jodeci i Mary J. Blige. En els seus dies universitaris, Combs tenia fama d'organitzar festes, algunes de les quals van atreure fins a mil participants. El 1991, Combs va promoure una recaptació de fons per a la sida amb Heavy D celebrada al gimnàs del City College of New York (CCNY), després d'un partit de bàsquet benèfic. En l'esdeveniment es van vendre entrades en excés i es va produir una estampida en la qual van morir nou persones.
El 1993, després de ser acomiadat d'Uptown, Combs va establir el seu nou segell Bad Boy Entertainment com una empresa conjunta amb Arista Records, portant amb ell al llavors nouvingut Christopher Wallace, més conegut com el Notorious B.I.G. Tant Wallace com Craig Mack van llançar ràpidament senzills d'èxit, seguits d'LPs d'èxit, especialment Ready to Die de Wallace. Combs va signar més actes amb Bad Boy, incloent Carl Thomas, Faith Evans, 112, Total, i Father MC. The Hitmen, el seu equip de producció intern, va treballar amb Jodeci, Mary J. Blige, Usher, Lil'Kim, TLC, Mariah Carey, Boyz II Men, SWV, Aretha Franklin i altres.
"Mase" i "the Lox" es van unir a Bad Boy just quan començava una rivalitat àmpliament divulgada amb el West Coast's Death Row Records. Combs i Wallace van ser criticats i parodiats per Tupac Shakur i Suge Knight en cançons i entrevistes durant la meitat de la dècada de 1990. Entre 1994 i 1995, Combs va produir diverses cançons per a CrazySexyCool de TLC, que va acabar la dècada com a número 25 a la llista de Billboard dels millors àlbums pop de la dècada.

## 1997–1998: "Puff Daddy" i No Way Out
El 1997, sota el nom de Puff Daddy, Combs va gravar el seu primer treball vocal comercial com a raper. El seu senzill debut, "Can't Nobody Hold Me Down", va passar 28 setmanes a la llista Billboard Hot 100, arribant al número u. El seu àlbum debut, No Way Out, va ser llançat el 22 de juliol de 1997, a través de Bad Boy Records. Originalment titulat Hell up in Harlem, l'àlbum va sofrir diversos canvis després que Notorious B.I.G. fos assassinat el 9 de març de 1997. Diversos dels artistes del segell van fer aparicions convidades a l'àlbum. No Way Out va ser un èxit significatiu, especialment als Estats Units, on va assolir el número u en el Billboard 200 en la seva primera setmana de llançament, venent 561.000 còpies.
L'àlbum va produir cinc senzills: "I'll Be Missing You", un homenatge a Notorious B.I.G., va ser la primera cançó de rap que va debutar al número u del Billboard Hot 100; va romandre al capdavant de la llista durant onze setmanes consecutives i va encapçalar diverses altres llistes a tot el món. També es van publicar quatre senzills més: "Can't Nobody Hold Me Down", "It's All About the Benjamins", "Been Around the World" i "Victory". Combs va col·laborar amb Jimmy Page en la cançó "Come with Me" per a la pel·lícula Godzilla de 1998.
L'àlbum va guanyar a Combs cinc nominacions als 40è premis Grammy el 1998, guanyant el premi Grammy al millor àlbum de rap. El 7 de setembre de 2000, l'àlbum va ser certificat platí septuple per la Recording Industry Association of America per vendes de més de 7 milions de còpies. El 1997, Inge Bongo va demandar Combs per negligència del propietari. Combs va negar els càrrecs. A finals de la dècada de 1990, va ser criticat per diluir i comercialitzar excessivament el hip-hop, i per utilitzar massa aparicions, mostres i interpolacions d'èxits passats en les seves noves cançons.

## 1999–2000: Forever i Club New York
L'abril de 1999, Combs va ser acusat d'assalt com a conseqüència d'un incident amb Steve Stoute d'Interscope Records. Stoute era el gerent de Nas, amb qui Combs havia filmat un vídeo a principis d'aquell any per a la cançó "Hate Me Now". Combs estava preocupat perquè el vídeo, que mostrava una foto de Nas i Combs sent crucificats, fos blasfem. Va demanar que es retiressin les seves escenes a la creu, però després que es va emetre sense editar a MTV el 15 d'abril, Combs va visitar les oficines de Stoute i va ferir a Stoute. Combs va ser acusat d'agressió en segon grau i malaltia criminal, i va ser condemnat a assistir a una classe d'un dia de gestió de la ira.
Forever, el segon àlbum d'estudi en solitari de Combs, va ser llançat per Bad Boy Records el 24 d'agost de 1999 a Amèrica del Nord i al Regne Unit l'endemà. Va aconseguir el número dos del Billboard 200 i el número u de la llista "Top R&B/Hip-Hop Albums", on va romandre durant una setmana abans de ser eliminada pel quart àlbum de Mary J. Blige, Mary. L'àlbum va rebre crítiques positives i mixtes dels crítics musicals i va generar tres senzills que s'han situat a les llistes de Billboard. Va assolir el número quatre a la llista d'àlbums canadencs, l'àlbum més alt de Combs en aquest país.
El 27 de desembre de 1999, Combs i la seva aleshores xicota Jennifer Lopez estaven al Club New York de Manhattan quan es va produir un tret. Després d'una investigació policial, Combs i el seu company de raper Shyne van ser arrestats per violacions d'armes i altres càrrecs. Combs va ser acusat de quatre càrrecs relacionats amb les armes i de subornar al seu conductor, Wardel Fenderson, per reclamar la propietat de la seva arma.
Amb una ordre de mordassa en vigor, va començar el judici amb molta publicitat. Els advocats de Combs eren Johnnie L. Cochran Jr. i Benjamin Brafman. Combs va ser considerat no culpable de tots els càrrecs; Shyne va ser condemnat per cinc dels seus vuit càrrecs i condemnat a deu anys de presó. Combs i López es van separar poc després. Una demanda presentada per Fenderson, que va dir que va patir danys emocionals després del tiroteig, es va resoldre el febrer de 2004. Els advocats d'ambdues parts, després d'haver acceptat mantenir en secret els termes de l'acord, van dir que l'assumpte s'havia resolt a satisfacció de totes les parts.

## 2001–2004: "P. Diddy" i The Saga Continues
Combs va canviar el seu nom artístic de "Puff Daddy" a "P. Diddy" el 2001. L'àlbum de gospel, Thank You, que s'havia completat just abans de l'inici del judici d'armes, s'havia de llançar el març d'aquell any, però continua sense publicar-se a l'octubre de 2018. Va aparèixer com a traficant de drogues a la pel·lícula Made i va protagonitzar amb Halle Berry i Billy Bob Thornton en el film Monster's Ball a Monster's Ball dirigida per Marc Forster (totes dues el 2001).
Va ser arrestat per conduir amb una llicència suspesa a Florida. Combs va començar a treballar amb una sèrie d'artistes inusuals (per a ell). Durant un curt període, va ser el gerent de Kelis; tenen una col·laboració titulada "Let's Get Ill". Va ser un teloner de 'N Sync en la seva gira de celebritats de primavera de 2002, i va signar amb el grup de noies pop de Califòrnia Dream amb el seu segell discogràfic. Combs va ser un productor de l'àlbum de la banda sonora de la pel·lícula Training Day (en català Training day: dia d'entrenament 2001).
Al juny de 2001, Combs va posar fi a l'empresa conjunta de Bad Boy amb Arista Records, obtenint el control total de Bad Boy, el seu catàleg i la seva llista d'artistes. The Saga Continues..., publicat el 10 de juliol a Amèrica del Nord, va ser l'últim disc d'estudi publicat per l'empresa conjunta. L'àlbum va arribar al número 2 en el Billboard 200 i en les llistes Top R&B/Hip-Hop Albums, i finalment va ser certificat platí. És l'únic àlbum d'estudi amb el nom de P. Diddy, i el primer àlbum de Sean Combs que no compta amb cap aparició convidada de Jay-Z o Lil Kim. Combs va ser productor executiu del reality show "Making the Band", que va aparèixer a MTV del 2002 al 2009.
L'espectacle consistia en entrevistar candidats i crear actes musicals que després entrarien al negoci de la música. Els actes que van començar d'aquesta manera inclouen Da Band, Danity Kane, Day26, i Donnie Klang. El 2003, Combs va córrer a la Marató de Nova York, recaptant 2 milions de dòlars per al sistema educatiu de la ciutat de Nova York. El 10 de març de 2004, va aparèixer a "The Oprah Winfrey Show" per parlar de la marató, que va acabar en quatre hores i divuit minuts. El 2004, Combs va encapçalar la campanya "Vote or Die" per a les eleccions presidencials de 2004. L'1 de febrer de 2004, Combs (com P. Diddy) va actuar a l'espectacle de mig temps del Super Bowl XXXVIII.

## 2005–2009: "Diddy" i Press Play

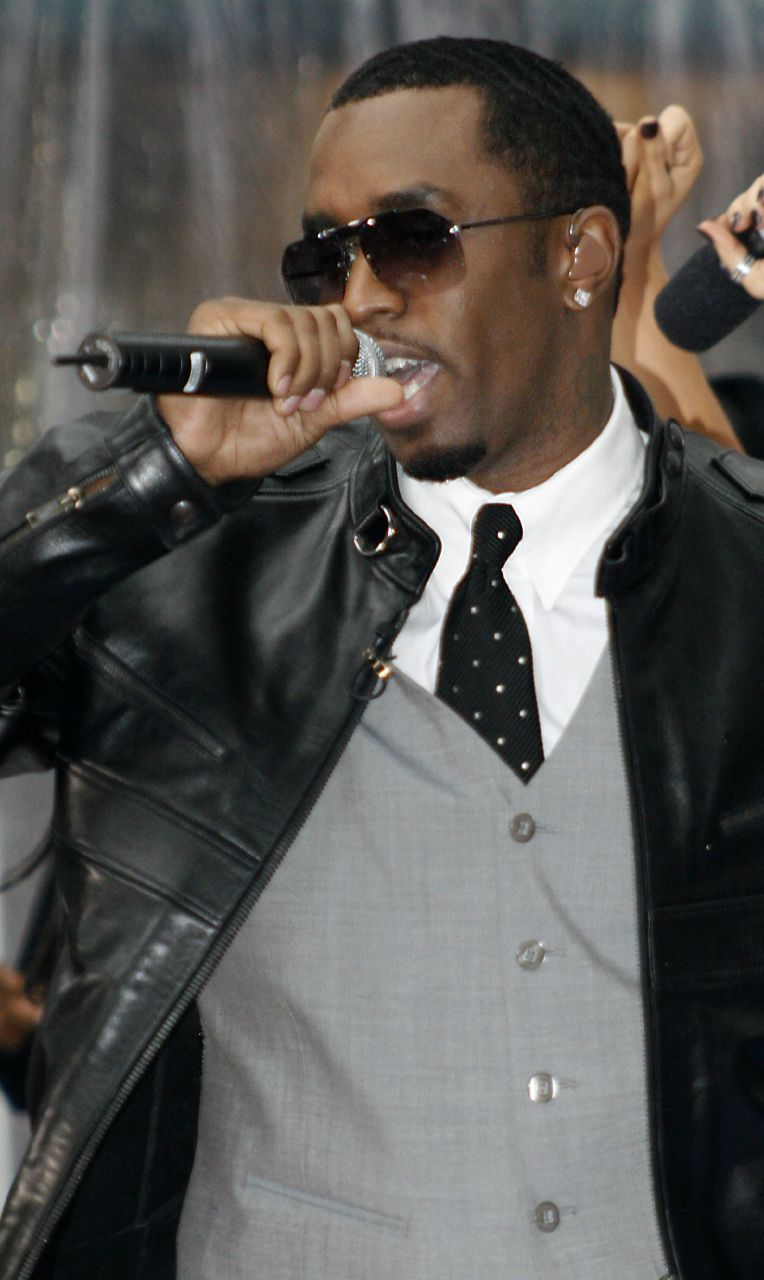
Combs actuant el 2006

El 16 d'agost de 2005, Combs va anunciar a Today que estava alterant el seu nom artístic una vegada més; ell s'anomenaria "Diddy". Combs va dir que els fans no sabien com dirigir-se a ell, cosa que va provocar confusió. El novembre de 2005, l'artista musical i DJ Richard Dearlove, amb seu a Londres, que havia estat actuant sota el nom de "Diddy" des de 1992, nou anys abans que Combs comencés a utilitzar fins i tot "P. Diddy", va sol·licitar una ordre judicial al Tribunal Superior de Justícia el novembre de 2005. Londres. Va acceptar un acord extrajudicial de 10.000 lliures en concepte de danys i perjudicis i més de 100.000 lliures en costos. Combs ja no pot utilitzar el nom de Diddy al Regne Unit, on encara se'l coneix com a P. Diddy. Un càrrec d'assalt contra Combs presentat pel presentador de televisió de Michigan Rogelio Mills es va resoldre a favor de Combs el 2005.
Combs va protagonitzar la pel·lícula de 2005 Carlito's Way: Rise to Power. Va interpretar a Walter Lee Younger en el revival de Broadway de A Raisin in the Sun i l'adaptació televisiva que es va emetre el febrer de 2008. El 2005, Combs va vendre la meitat de la seva companyia discogràfica al Warner Music Group. Va ser l'amfitrió dels MTV Video Music Awards 2005 i va ser nomenat una de les 100 persones més influents de 2005 per la revista Time. Va ser esmentat a la cançó country "Play Something Country" de Brooks & Dunn: el lletrista diu que "no vingué a escoltar P. Diddy", que rima amb "something thumpin' from the city".
El 2006, quan Combs es va negar a alliberar al músic Mase de les seves obligacions contractuals per permetre'l unir-se al grup G-Unit, 50 Cent va gravar una cançó discogràfica, "Hip-Hop". La lletra implica que Combs coneixia la identitat de l'assassí de Notorious B.I.G. Els dos van resoldre més tard el litigi.
Combs va llançar el seu primer àlbum en quatre anys, Press Play, el 17 d'octubre de 2006, amb el segell Bad Boy Records. L'àlbum, amb aparicions convidades de molts artistes populars, va debutar al número u de la llista Billboard 200 dels Estats Units amb vendes de més de 173.009. Els seus senzills "Come to Me" i "Last Night" van arribar al top ten del Billboard Hot 100. L'àlbum es va poder veure prèviament a "The Leak" de MTV el 10 d'octubre de 2006, una setmana abans de ser venut a les botigues. Press Play va rebre crítiques mixtes i positives de la crítica, i va ser certificat Or a les classificacions de la RIAA. El 18 de setembre de 2007, Combs es va unir amb 50 Cent i Jay-Z per al "Forbes I Get Money Billion Dollar Remix".
El març de 2008, Los Angeles Times va afirmar que el Notorious B.I.G. i Combs va orquestrar el robatori i el tiroteig de Tupac el 1994, corroborant l'afirmació amb suposats documents de l'FBI; el diari es va retractar més tard de la història, reconeixent que els documents havien estat fabricats. Dexter Isaac, un associat de l'executiu de gestió discogràfica Jimmy Henchman, va confessar el 2012 que havia disparat a Tupac per ordre d'Henchman.
Al juny de 2008, el representant de Combs va negar els rumors d'un altre canvi de nom. Combs es va aventurar a la televisió de realitat l'agost de 2008 amb l'estrena de la seva sèrie "VH1 I Want to Work for Diddy". Va aparèixer —acreditat amb el seu nom real— en dos episodis de la temporada 7 de "CSI: Miami": "Presumed Guilty" i "Sink or Swim", en el paper de l'advocat Derek Powell.

## 2010–2013: Dirty Money i interpretació
Combs va crear un supergrup de rap l'any 2010 conegut com a Dream Team. El grup està format per Combs, Rick Ross, DJ Khaled, Fat Joe, Busta Rhymes, Red Café i Fabolous. Combs va fer una aparició a l'espectacle en directe del còmic "Chris Gethard" el gener de 2010 al "Upright Citizens Brigade Theatre" de la ciutat de Nova York. El juny de 2010, Combs va interpretar un paper (acreditat com a Sean Combs) a la pel·lícula de comèdia Get Him to the Greek, com Sergio Roma, un executiu de la companyia discogràfica. Un representant de la sèrie Entourage va anunciar que Combs seria protagonista convidat en un episodi durant la temporada 2010.
Reclutant les cantants Dawn Richard i Kalenna Harper, Combs va formar el duo femení Dirty Money el 2009. El primer àlbum del duo, Last Train to Paris, va ser llançat el 13 de desembre de 2010. El llançament va ser precedit per quatre senzills "Angels", "Hello". Good Morning", "Loving You No More" i "Coming Home", que van experimentar un èxit mixt al Billboard Hot 100. "Coming Home" va ser la més reeixida de les cançons, aconseguint el número onze de la U.S. Hot 100, número. quatre al Regne Unit, i el número set al Canadà. Combs va produir el grup i sovint actuava amb ells. El 10 de març de 2011, Diddy i Dirty Money van interpretar "Coming Home" en directe a "American Idol".
El 18 d'abril de 2011, Combs va aparèixer a la primera temporada de Hawaii 5.0, com a convidat com a detectiu encobert de la policia de Nova York. Al novembre de 2012, Combs va aparèixer en un episodi de la vuitena temporada de la sitcom americana "It's Always Sunny in Philadelphia".

## 2014-present: MMM (Money Making Mitch), No Way Out 2 i "Love"
El 26 de febrer de 2014, Combs va estrenar "Big Homie", amb Rick Ross i French Montana, com el primer senzill del seu mixtape "MMM" (Money Making Mitch), que originalment estava programat per a ser llançat aquell any. La cançó va ser llançada per a descàrrega digital el 24 de març, i dos dies després es va publicar el tràiler del vídeo musical. La versió completa del vídeo musical es va publicar el 31 de març. Combs va utilitzar el seu antic nom artístic Puff Daddy per a l'àlbum. MMM es va publicar com un àlbum mixtape gratuït de 12 cançons el 4 de novembre de 2015. El 2014 Combs i Guy Gerber van anunciar que el seu àlbum conjunt 11 11 estaria disponible per a la seva descàrrega gratuïta. Un nou senzill anomenat "Finna Get Loose" amb Combs i Pharrell Williams va ser llançat el 29 de juny de 2015.

El juliol de 2015, l'artista de Bad Boy Entertainment, Gizzle, va dir a la premsa que col·laborava amb Combs en el qual descriu com el seu últim àlbum, titulat No Way Out 2, una seqüela del seu debut el 1997. Ella descriu la música com a única: 
| « | "La mentalitat és només ser clàssic i ser èpic. I estar realment a l'altura d'això... sabem que és una tasca difícil, però donem la benvinguda al repte". | » |

 L'abril de 2016, Combs va anunciar que després d'aquest últim àlbum i gira, planeja retirar-se de la indústria musical per centrar-se en la interpretació.
Els dies 20 i 21 de maig de 2016, Combs va llançar una gira pels noms més importants de Bad Boy Records per celebrar el 20è aniversari del segell. El documental Can't Stop, Won't Stop: A Bad Boy Story, que cobreix els dos espectacles al Barclays Center de Brooklyn, així com els esdeveniments entre bastidors, es va estrenar el 23 de juny de 2017. L'espectacle va fer una gira a vint llocs addicionals pels Estats Units i el Canadà.

El 5 de novembre de 2017, Combs va anunciar que s'anomenaria Love, afirmant 
| « | "El meu nou nom és Love, també conegut com Brother Love". | » |

 Dos dies després, va dir a la premsa que havia estat fent broma, però el 3 de gener de 2018 ho va anunciar a Jimmy Kimmel Live! que havia canviat d'opinió de nou, i després de tot utilitzarà el nou nom. El canvi es va fer oficial l'any 2022.
El 2019, Combs va anunciar a Twitter que Making the Band tornaria a MTV el 2020.
L'àlbum Twice as Tall del cantant nigerià Burna Boy, produït per Combs, es va publicar el 14 d'agost de 2020.
El 2022, Combs va acollir els Billboard Music Awards 2022. Poc després, va anunciar la posada en marxa d'un nou segell discogràfic, Love Records, i la signatura d'un acord d'enregistrament d'un àlbum amb Motown.

## Carrera empresarial

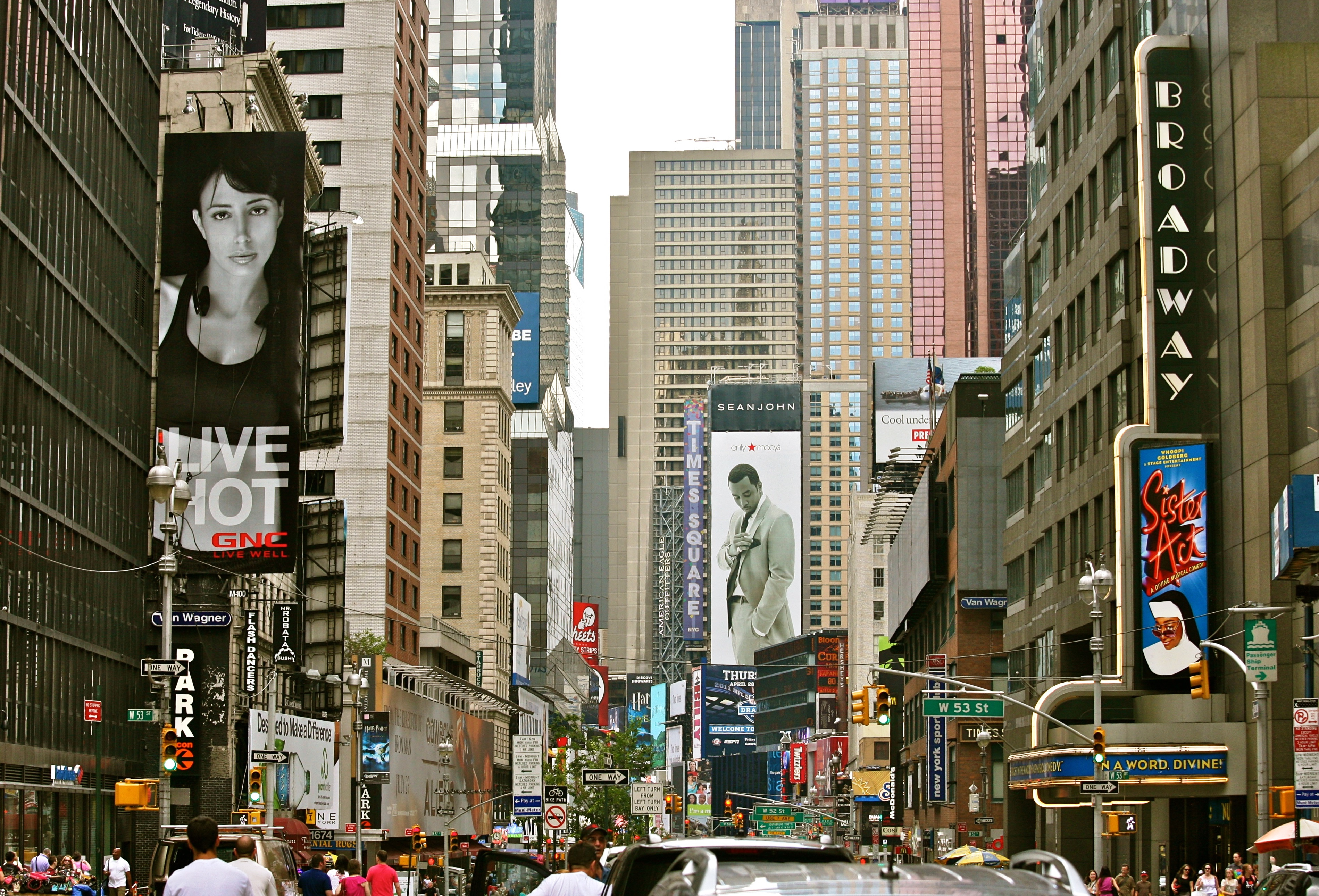
A la distancia, es veu una cartellera de Sean John a Broadway

La revista Fortune va incloure Combs al número dotze dels seus 40 millors emprenedors menors de 40 anys el 2002. La revista Forbes estima que per a l'any que va acabar el maig de 2017, Combs va guanyar 130 milions de dòlars, el que el va situar com el primer entre els artistes. El 2019, el seu valor net estimat era de 740 milions de dòlars.

## Sean John
El 1998, Combs va iniciar una línia de roba, Sean John. Va ser nominada per al premi del Consell de Dissenyadors de Moda d'Amèrica (CFDA) al dissenyador de roba masculina de l'any l'any 2000 i va guanyar el 2004. El multimilionari de Califòrnia Ronald Burkle va invertir 100 milions de dòlars a l'empresa el 2003.

També l'any 2003, el Comitè Nacional del Treball va revelar que les fàbriques que produeixen roba a Hondures estaven violant les lleis laborals hondurenyes.Greenhouse, Steven (October 28, 2003). "A Hip-Hop Star's Fashion Line Is Tagged With a Sweatshop Label". The New York Times. Archived from the original on setembre 4, 2019. Consultat setembre 4, 2019. Entre les acusacions hi havia que les treballadores van ser sotmeses a escorcolls corporals i proves d'embaràs involuntàries. Els banys estaven tancats amb clau i l'accés estava molt controlat. Els empleats es van veure obligats a fer hores extraordinàries i se'ls pagava un salari de taller. Charles Kernaghan, del National Labor Committee, va dir al New York Times que 
| « | "Sean Puff Daddy, òbviament, té molta influència, literalment pot fer molt de la nit al dia per ajudar aquests treballadors". | » |

Greenhouse, Steven (October 28, 2003). "A Hip-Hop Star's Fashion Line Is Tagged With a Sweatshop Label". The New York Times. Archived from the original on setembre 4, 2019. Consultat setembre 4, 2019.

Combs va respondre amb una investigació extensa i va dir als periodistes: 
| « | "Sóc tan favorable als treballadors com ells". | » |

 El 14 de febrer de 2004, Kernaghan va anunciar que s'havien implementat millores a la fàbrica, incloent-hi l'addició de sistemes d'aire condicionat i purificació d'aigua, acomiadant els supervisors més abusius i permetent la formació d'un sindicat. A finals de 2006, els grans magatzems Macy's van treure les jaquetes de Sean John dels seus prestatges quan van descobrir que la roba estava feta amb pell de Gos viverrí. Combs no sabia que les jaquetes estaven fetes amb pell de gos, però tan bon punt va ser alertat, va aturar la producció.
El novembre de 2008, Combs va afegir un perfum masculí anomenat "I Am King" a la marca Sean John. La fragància, dedicada a Barack Obama, Muhammad Ali i Martin Luther King Jr., presentava la model Bar Refaeli als seus anuncis. A principis de 2016, Sean John va presentar la col·lecció GIRLS de la marca.

## Altres empreses
Combs és el cap de Combs Enterprises, una empresa paraigua per a la seva cartera de negocis. A més de la seva línia de roba, Combs tenia dos restaurants anomenats Justin's, que portaven el nom del seu fill. La ubicació original de Nova York va tancar el setembre de 2007; la ubicació d'Atlanta va tancar el juny de 2012. És el dissenyador de la samarreta alternativa dels Dallas Mavericks. A l'octubre de 2007, Combs va acceptar ajudar a desenvolupar la marca de vodka Cîroc per una part del 50 per cent dels beneficis. Combs va adquirir la línia de roba "Enyce" de la dissenyadora Liz Claiborne per 20 milions de dòlars el 21 d'octubre de 2008.
Combs té una participació important en Revolt TV, una cadena de televisió que també té una branca de producció cinematogràfica. Va començar a emetre l'any 2014. El febrer de 2015, Combs es va unir amb l'actor Mark Wahlberg i l'empresari Ronald Burkle de Yucaipa Companies per comprar una participació majoritària d'Aquahydrate, una beguda sense calories per a atletes. John Cochran, antic president de Fiji Water, és director general de la companyia.
El 2019, Combs es va convertir en un inversor important a PlayVS, que proporciona una infraestructura per a jocs competitius a les escoles secundàries dels Estats Units. La companyia també va comptar amb el suport del cofundador de Twitch, Kevin Lin.

## Vida personal
Família

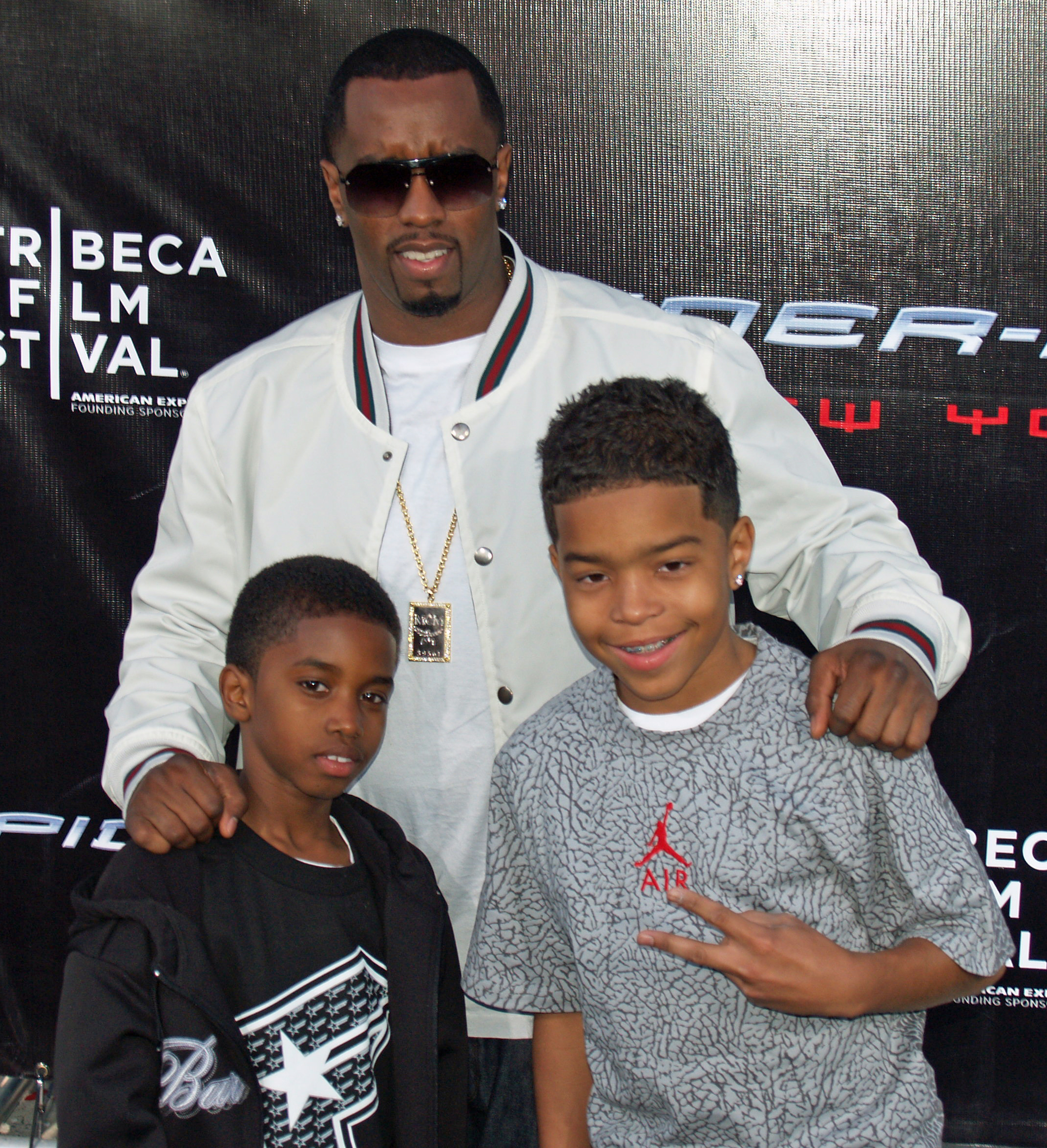
Combs amb els seus fills Christian i Justin a l'estrena de Spider-Man 3 (2007)

Combs és pare de 6 fills. El seu primer fill biològic, Justin, va néixer el 1993 de la dissenyadora Misa Hylton-Brim. Justin va assistir a UCLA amb una beca de futbol.
Combs va tenir una relació amb Kimberly Porter (1970–2018), que va durar de 1994 a 2007. Va criar i va adoptar Quincy (nascut el 1991), fill de Porter d'una relació anterior amb el cantant i productor Al B. Sure! Junts van tenir un fill, Christian (nascut el 1998) i dues filles bessones, D'Lila Star i Jessie James (nascuts el 2006). Porter va morir de pneumònia el 15 de novembre de 2018.
Cinc mesos abans del naixement dels seus bessons, va néixer de Sarah Chapman la filla de Combs, Chance. Va assumir la responsabilitat legal de Chance l'octubre de 2007. Combs va tenir una relació a llarg termini amb Cassie Ventura del 2007 al 2018.
Els fills de Combs, Quincy i Justin, van aparèixer a "My Super Sweet 16 d'MTV". Combs va organitzar a Quincy una festa plena de celebritats i li va regalar dos cotxes com a regal del seu 16è aniversari. Per al 16è aniversari de Justin, Combs li va obsequiar amb un cotxe Maybach de 360.000 dòlars.
Combs és propietari d'una casa a Alpine, Nova Jersey, que va comprar per 7 milions de dòlars.

## Obra de caritat i honors

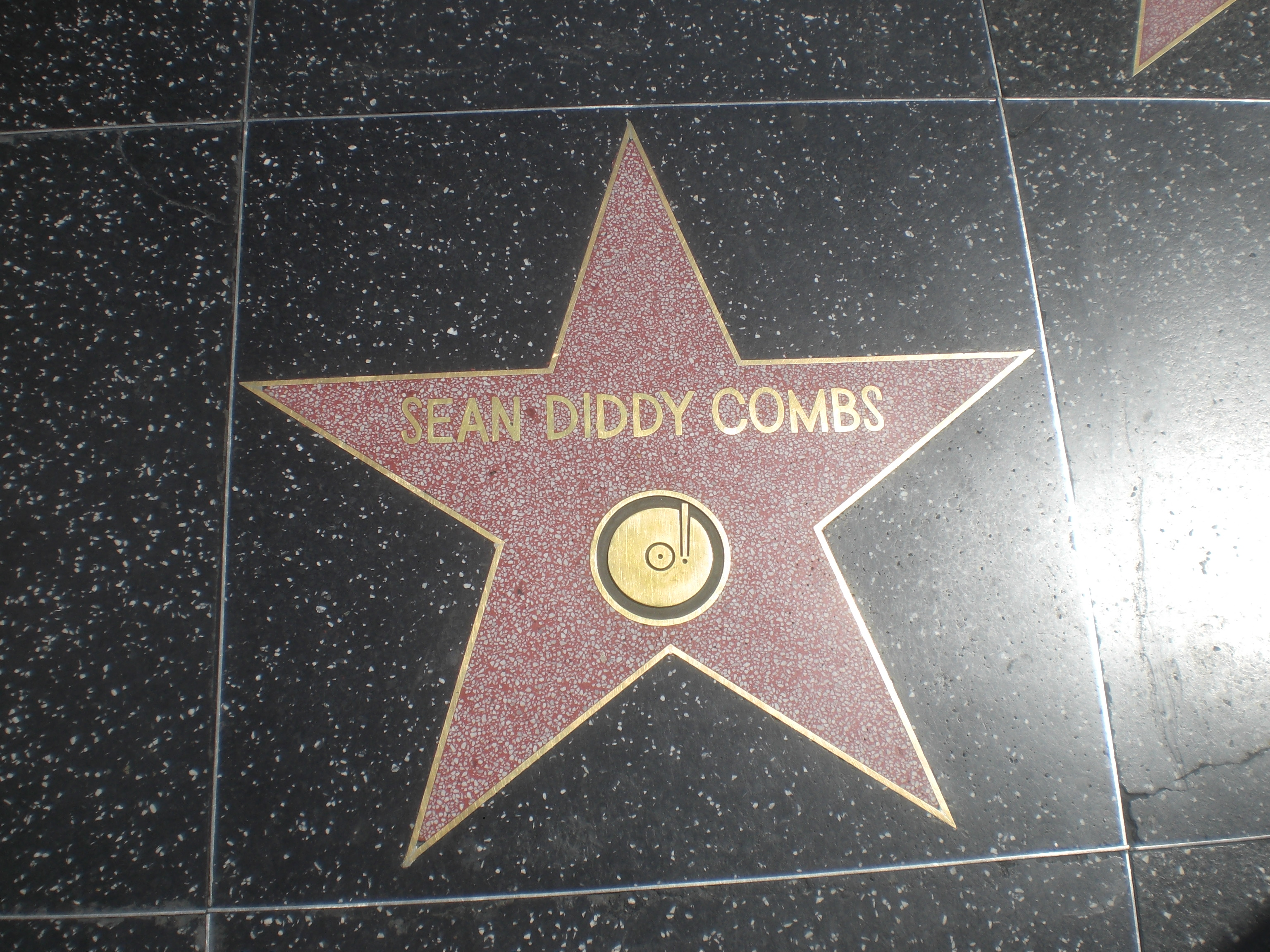
L'estrella de Combs al Passeig de la Fama de Hollywood

Combs va fundar Daddy's House Social Programs, una organització per ajudar els joves del centre de la ciutat, el 1995. Els programes inclouen tutories, classes d'habilitats per a la vida i un casal d'estiu anual. Juntament amb Jay-Z, va prometre 1 milió de dòlars per ajudar a donar suport a les víctimes de l'huracà Katrina el 2005 i va donar roba de la seva línia Sean John a les víctimes. Ha donat ordinadors i llibres a escoles de Nova York.
El 1998, va rebre un premi Golden Plate de l'American Academy of Achievement. L'alcalde de Chicago, Richard M. Daley, va nomenar el 13 d'octubre de 2006 com "Diddy Day" en honor a la tasca benèfica de Combs. L'any 2008, Combs va ser homenatjat amb una estrella al Passeig de la Fama de Hollywood, el primer raper masculí a rebre aquest reconeixement.
El 2014, Combs va rebre un doctorat honoris causa de la Universitat de Howard, on va pronunciar el discurs d'inici de la seva 146a cerimònia de graduació. En el seu discurs, Combs va reconèixer que les seves experiències com a estudiant de Howard van influir positivament en la seva vida. El 2016, Combs va donar 1 milió de dòlars a la Universitat de Howard per establir el Fons de beques Sean Combs per ajudar els estudiants que no poden pagar la matrícula.
El 2022, Combs va anunciar durant el seu discurs d'acceptació del "BET Lifetime Achievement Award" que donarà 1 milió de dòlars cadascun a la Universitat Howard i la Universitat Estatal de Jackson.

## Estil armari
Combs descriu el seu estil de vestuari com "swagger, atemporal, divers". El 2 de setembre de 2007, Combs va celebrar la seva novena "Festa Blanca" anual, en la qual els convidats estan limitats a un codi de vestimenta totalment blanc. El White Party, que també s'ha celebrat a St. Tropez, es va celebrar a la seva casa d'East Hampton, Nova York. Combs va declarar:
| « | "Aquesta festa està allà dalt amb les tres millors que he organitzat. És una festa que té un estatus llegendari. És difícil organitzar una festa que estigui a l'altura de la seva llegenda". | » |

## Visions religioses
Combs va ser criat catòlic, i va ser escolà quan era nen. El 2008, va dir a The Daily Telegraph que no s'adhereix a cap confessió religiosa específica. Va dir:
| « | "Només segueixo el bé del mal, per poder pregar en una sinagoga, una mesquita o una església. Crec que només hi ha un Déu". | » |

 El 3 de juliol de 2020, Combs va convidar els seus seguidors de Twitter a veure un vídeo de YouTube de 3 hores publicat per Louis Farrakhan. Al vídeo, Farrakhan va fer múltiples comentaris antisemites i va utilitzar repetidament la frase "Sinagoga de Satanàs". El vídeo es va retirar de YouTube per infringir la seva política contra el discurs de l'odi.

En resposta a l'acomiadament de l'humorista Nick Cannon el 14 de juliol de 2020 de ViacomCBS per defensar opinions antisemites, Combs va tuitejar que Cannon hauria de "tornar a casa a RevoltTv" dient:
| « | "Ens donem l'esquena i t'estimem i el que tens, fet per la cultura." | » |

## Discografia
Àlbums Studi
- No Way Out (1997)
- Forever (1999)
- The Saga Continues... (2001)
- Press Play (2006)
- The Love Album: Off the Grid (2023)

## Premis i nominacions
Premis d'Imatge NAACP
| 2009 | A Raisin in the Sun | Outstanding Actor in a Television Movie, Mini-Series or Dramatic Special | Guanyador |
| 2011 | Diddy – Dirty Money | Outstanding Duo or Group                                                 | Nominat   |

BET Awards
| 2002 | "Bad Boy for Life" (featuring Black Rob & Mark Curry)                   | Video of the Year               | Nominat   |
| 2002 | "Pass the Courvoisier, Part II" (with Busta Rhymes & Pharrell Williams) | Video of the Year               | Guanyador |
| 2003 | "Bump, Bump, Bump" (with B2K)                                           | Coca-Cola Viewer's Choice Award | Guanyador |
| 2007 | "Last Night" (featuring Keyshia Cole)                                   | Best Collaboration              | Nominat   |
| 2007 | Diddy                                                                   | Best Male Hip-Hop Artist        | Nominat   |
| 2010 | Diddy – Dirty Money                                                     | Best Group                      | Nominat   |
| 2011 | Diddy – Dirty Money                                                     | Best Group                      | Guanyador |
| 2012 | Diddy – Dirty Money                                                     | Best Group                      | Nominat   |
| 2016 | Puff Daddy and the Family                                               | Best Group                      | Nominat   |

BET Hip Hop Awards
| 2008 | "Roc Boys (And the Winner Is)..." | Track of the Year             | Nominat   |
| 2008 | Sean Combs                        | Hustler of the Year           | Guanyador |
| 2009 | Sean Combs                        | Hustler of the Year           | Nominat   |
| 2010 | "All I Do Is Win (Remix)"         | Reese's Perfect Combo Award   | Nominat   |
| 2010 | "Hello Good Morning (Remix)"      | Reese's Perfect Combo Award   | Nominat   |
| 2010 | "Hello Good Morning (Remix)"      | Best Club Banger              | Nominat   |
| 2010 | Sean Combs                        | Hustler of the Year           | Guanyador |
| 2011 | Sean Combs                        | Hustler of the Year           | Nominat   |
| 2012 | "Same Damn Time (Remix)"          | Sweet 16: Best Featured Verse | Nominat   |
| 2013 | "Same Damn Time (Remix)"          | Sweet 16: Best Featured Verse | Nominat   |
| 2013 | Sean Combs                        | Hustler of the Year           | Nominat   |
| 2017 | Sean Combs                        | Hustler of the Year           | Nominat   |

MTV Europe Music Award
| 1997 | "I'll Be Missing You" | MTV Select                   | Nominat |
| 1997 | "I'll Be Missing You" | Best Song                    | Nominat |
| 1997 | Sean Combs            | Best New Act                 | Nominat |
| 1997 | Sean Combs            | Best Hip-Hop                 | Nominat |
| 1998 | Sean Combs            | Best Male                    | Nominat |
| 1998 | Sean Combs            | Best Hip-Hop                 | Nominat |
| 1999 | Sean Combs            | Best Hip-Hop                 | Nominat |
| 2001 | Sean Combs            | Best Hip-Hop                 | Nominat |
| 2002 | Sean Combs            | Best Hip-Hop                 | Nominat |
| 2006 | Sean Combs            | Best Hip-Hop                 | Nominat |
| 2011 | Diddy – Dirty Money   | Best World Stage Performance | Nominat |

MTV Movie & TV Awards
| 2018 | Can't Stop, Won't Stop: A Bad Boy Story | Best Music Documentary | Nominat |

MTV Video Music Award
| Plantilla:Mtvvma | "I'll Be Missing You"                       | Best R&B Video         | Guanyador |
| Plantilla:Mtvvma | "I'll Be Missing You"                       | Viewer's Choice        | Nominat   |
| Plantilla:Mtvvma | "It's All About the Benjamins" (Rock Remix) | Video of the Year      | Nominat   |
| Plantilla:Mtvvma | "It's All About the Benjamins" (Rock Remix) | Viewer's Choice        | Guanyador |
| Plantilla:Mtvvma | "Come with Me" (from Godzilla)              | Best Video from a Film | Nominat   |
| Plantilla:Mtvvma | "Bad Boy for Life"                          | Best Rap Video         | Nominat   |

Grammy Award
| 1998 | Puff Daddy                                          | Best New Artist                        | Nominat   |         |
| 1998 | No Way Out                                          | Best Rap Album                         | Guanyador |         |
| 1998 | Life After Death                                    | Best Rap Album                         | Nominat   |         |
| 1998 | "Honey"                                             | Best Rhythm & Blues Song               | Nominat   |         |
| 1998 | "I'll Be Missing You" (featuring Faith Evans & 112) | Best Rap Performance by a Duo or Group | Guanyador |         |
| 1998 | "Mo Money Mo Problems"                              | Best Rap Performance by a Duo or Group | Nominat   |         |
| 1998 | "Can't Nobody Hold Me Down"                         | Best Rap Performance by a Duo or Group | Nominat   |         |
| 2000 | "Satisfy You"                                       | Best Rap Performance by a Duo or Group | Nominat   | [ 160 ] |
| 2002 | "Bad Boy for Life"                                  | Best Rap Performance by a Duo or Group | Nominat   | [ 161 ] |
| 2003 | "Pass the Courvoisier, Part II"                     | Best Rap Performance by a Duo or Group | Nominat   | [ 162 ] |
| 2004 | "Shake Ya Tailfeather"                              | Best Rap Performance by a Duo or Group | Guanyador | [ 163 ] |
| 2016 | "All Day" (as songwriter)                           | Best Rap Song                          | Nominat   | [ 164 ] |

Els 500 millors àlbums de tots els temps de Rolling Stone
| Rang | Artista              | Albums executive produced by Sean Combs | Year |
| ---- | -------------------- | --------------------------------------- | ---- |
| 134  | The Notorious B.I.G. | Ready to Die                            | 1994 |
| 281  | Mary J. Blige        | My Life                                 | 1994 |
| 476  | The Notorious B.I.G. | Life After Death                        | 1997 |

Altres premis
L'any 2021, Combs va ser un dels membres inaugurals del Black Music and Entertainment Walk of Fame.
El juny de 2022, Combs va rebre els Premi BET a l'èxit de tota la vida.

## Filmografia
- Made (2001)
- Monster's Ball (2001)
- 2005 MTV Video Music Awards (2005)
- Seamless (2005)
- Carlito's Way: Rise to Power (2005)
- A Raisin in the Sun (2008)
- CSI Miami: episode "Sink or Swim" (2009)
- CSI Miami: episode "Presumed Guilty" (2009)
- Notorious (2009): Archive footage
- Get Him to the Greek (2010)
- I'm Still Here (2010)
- Hawaii Five-0: episode "Hoʻopaʻi" (2011)
- It's Always Sunny in Philadelphia (TV series) (2012)
- Draft Day (2014)
- Muppets Most Wanted (2014)
- Black-ish (TV series) (2015)
- Can't Stop, Won't Stop: A Bad Boy Story (2017)
- The Defiant Ones (2017)
- Mary J. Blige's My Life (2021)
- 2022 Billboard Music Awards (2022)

## Gires
- No Way Out Tour (1997–1998)[167][168]
- Forever Tour (2000)[164]

## Guardons
Nominacions
- 1998: Grammy al millor nou artista